# Cottonport
Cottonport ist eine Kleinstadt (mit dem Status „Town“) im Avoyelles Parish im US-amerikanischen Bundesstaat Louisiana. Das U.S. Census Bureau hat bei der Volkszählung 2020 eine Einwohnerzahl von 2.023 ermittelt.

## Geografie
Cottonport liegt im Zentrum Louisianas, rund 30 km südlich des Red River und rund 50 km südwestlich von dessen Mündung in den Atchafalaya. Die geografischen Koordinaten von Cottonport sind 30°59′18″ nördlicher Breite und 92°03′11″ westlicher Länge. Das Stadtgebiet erstreckt sich über eine Fläche von 5,2 km².
Benachbarte Orte von Cottonport sind Mansura (9 km nördlich), Moreauville (12,6 km nordöstlich), Plaucheville (9,7 km ostsüdöstlich), Evergreen (8,5 km westsüdwestlich) und Hessmer (16,6 km nordwestlich).
Die nächstgelegenen größeren Städte sind Mississippis Hauptstadt Jackson (306 km nordöstlich), Louisianas Hauptstadt Baton Rouge (138 km südöstlich), Louisianas größte Stadt New Orleans (260 km in der gleichen Richtung), Lafayette (103 km südlich), Beaumont in Texas (257 km westsüdwestlich) und Shreveport (265 km nordwestlich).

## Verkehr
Im Stadtgebiet von Cottonport treffen die Louisiana Highways 29 und 107 zusammen. Alle weiteren Straßen sind untergeordnete Landstraßen, teils unbefestigte Fahrwege sowie innerörtliche Verbindungsstraßen.
Die nächsten Großflughäfen sind der Baton Rouge Metropolitan Airport (132 km südöstlich), der Louis Armstrong New Orleans International Airport (245 km in der gleichen Richtung) und der Jackson-Evers International Airport (320 km nordöstlich).

## Bevölkerung
Nach der Volkszählung im Jahr 2010 lebten in Cottonport 2006 Menschen in 773 Haushalten. Die Bevölkerungsdichte betrug 385,8 Einwohner pro Quadratkilometer. In den 773 Haushalten lebten statistisch je 2,59 Personen.
Ethnisch betrachtet setzte sich die Bevölkerung zusammen aus 44,9 Prozent Weißen, 52,8 Prozent Afroamerikanern, 0,3 Prozent amerikanischen Ureinwohnern, 0,5 Prozent Asiaten sowie 0,4 Prozent aus anderen ethnischen Gruppen; 1,0 Prozent stammten von zwei oder mehr Ethnien ab. Unabhängig von der ethnischen Zugehörigkeit waren 0,9 Prozent der Bevölkerung spanischer oder lateinamerikanischer Abstammung.
30,2 Prozent der Bevölkerung waren unter 18 Jahre alt, 56,7 Prozent waren zwischen 18 und 64 und 13,1 Prozent waren 65 Jahre oder älter. 55,2 Prozent der Bevölkerung war weiblich.

Das mittlere jährliche Einkommen eines Haushalts lag bei 25.853 USD. Das Pro-Kopf-Einkommen betrug 13.065 USD. 32,4 Prozent der Einwohner lebten unterhalb der Armutsgrenze.